# Christian Thott
Christian Thott, född den 2 december 1770 på Skabersjö i Skabersjö socken, Malmöhus län, död den 13 augusti 1844 på Bäckaskog i Kiaby socken, Kristianstads län, var en svensk friherre och militär. Han var son till Tage Thott och far till Fritz Thott.
Thott blev som volontär sergeant vid Konungens eget värvade regemente 1774. Han blev fänrik vid Närkes och Värmlands regemente 1781 och löjtnant där 1786. Thott fick transport till Adelsfaneregementet 1788. Han blev löjtnant vid Norra skånska kavalleriregementet samma år och ryttmästare där 1792. Thott blev ryttmästare vid Livregementsbrigadens dragonkår 1793, sekundmajor där 1801 och vid Skånska husarregementet 1806. Han befordrades till överstelöjtnant vid regementet 1809 och till överste i armén 1812. Thott var överste och chef för nämnda regemente 1813–1824. Han blev generaladjutant i generalstaben 1817, generalmajor 1819 och chef för tredje kavalleribrigaden samma år. Thott beviljades avsked därifrån 1825 med tillstånd att som generalmajor kvarstå i armén. Han blev riddare av Svärdsorden 1805 och kommendör av samma orden 1818.